# 柯兰尼

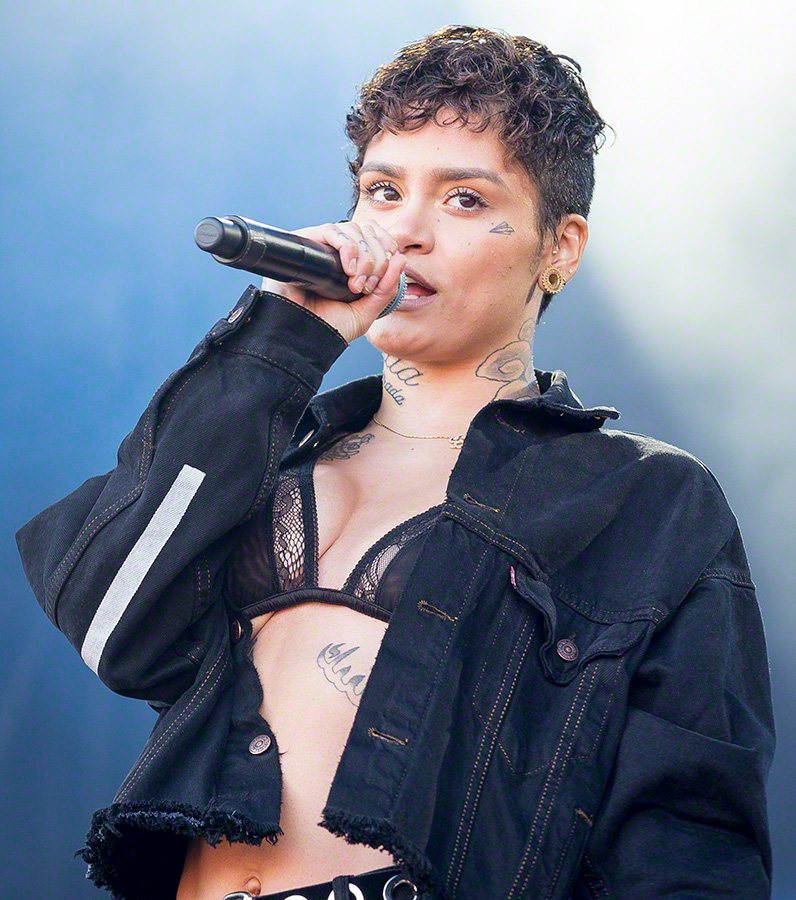
Kehlani (2016)

柯兰尼·阿什利·帕里什（英語：Kehlani Ashley Parrish，1995年4月25日—），艺名简称为柯兰尼(Kehlani)，是美国R&B创作歌手，目前为 Atlantic Records 旗下歌手。柯兰尼来自加州奥克兰，她在那里透过一个青少年偶像团体，PopLyfe，打响了知名度,该团体也是 America's Got Talent 的决赛参赛者之一。她在 2014 年发行了她第一混音专辑，Cloud 19。该专辑被 Complex 列为 “2014年50大最佳专辑” 之一 。 她的第二个混音专辑， "You Should Be Here" 成功在2015年登上美国的 R&B/嘻哈 排行榜第五名。

## 早期生活
柯兰尼在加州的奥克兰长大。她称自己为“非裔，欧美裔，美国原住民和西语裔”的混血儿。她的父亲在她小时候就去世了，而她的母亲则是监狱常客，所以她从小被阿姨带大。她在奥克兰艺术学院主修舞蹈。
柯兰尼小时候梦想去茱莉亚学院当一名舞者，但是她在高中时膝盖受过伤，这让她将目标转向唱歌。